# Radiomuseum (Eernegem)

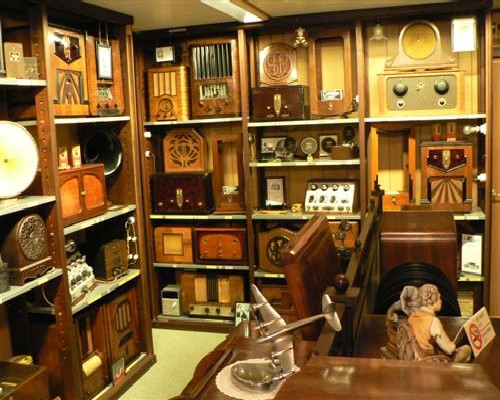
Radiomuseum

Het SBR-radiomuseum is een museum in het Belgische dorp Eernegem. Het werd gesticht in 2003 en is een van de weinigen in zijn soort.

## Ontstaan
Het SBR-museum werd opgericht door Karel Verstringe en is ontstaan vanuit zijn voorliefde voor oude radio's. Hij verzamelt sinds 1980, waarbij vooral de radiomodellen van het Belgische merk SBR en het merk Philips tot zijn verbeelding spraken. Na enkele jaren van aankopen en ruilen van radio's met andere verzamelaars was zijn verzameling volledig omgepoold tot een reeks SBR-radio's en een reeks Philips-radio's.
SBR was het grootste Belgische radiomerk (ontstaan op 4 oktober 1922) en daarom besloot Verstringe om de technische evolutie van dit merk tentoon te stellen. Hieruit ontstond het SBR-radiomuseum, dat op 5 september 2003 voor het eerst zijn deuren opende.

## Collectie
Het museum bevat een complete verzameling vooroorlogse radio's uit de productie van het Belgische merk SBR. Dit merk wordt tentoongesteld aan de hand van 70 diverse modellen en diverse randapparatuur. Het museum beschikt ook over een groot SBR-archief en is nog steeds op zoek naar diverse SBR-documenten, -catalogen, -reclamefolders, enz ... Het SBR-archief is raadpleegbaar na afspraak. Verder toont het museum de algemene technische verbeteringen van de radio door de jaren heen, de gebruikelijke radio-onderdelen van voor de oorlog, diverse publiciteitsmaterialen en een volwaardige vooroorlogse radiokliniek - van de toenmalige radiodokter D'heedene - in de etalage.